# Ospedaletto Euganeo
Ospedaletto Euganeo là một đô thị thuộc tỉnh Padova vùng Veneto, located about 60 km về phía tây nam của Venezia và cách khoảng 30 km về phía tây nam của Padova. Tại thời điểm ngày 31 tháng 12 năm 2004, đô thị này có dân số 5.667 người và diện tích 21,4 km².
Đô thị Ospedaletto Euganeo bao gồm các frazioni (các đơn vị cấp dưới, chủ yếu là làng) Tresto, Palugana, Santa Croce, and Dossi.
Ospedaletto Euganeo giáp các đô thị: Carceri, Este, Lozzo Atestino, Noventa Vicentina, Ponso, Saletto, Santa Margherita d'Adige.